# Oslobođenje (Istočno Sarajevo)
 Ovo je glavno značenje pojma Oslobođenje (Istočno Sarajevo). Za originalno izdanje lista pogledajte Oslobođenje.
Oslobođenje (ratno) ili Srpsko Oslobođenje, dnevni je list koji je izlazio na području bosanskohercegovačkoga entiteta Republike Srpske od početka 1992. do kraja 1996. godine. Bio je to neuspješni srpski pokušaj podjele Oslobođenja, poznatoga dnevnoga lista u Bosni i Hercegovini. Sjedište se nalazilo u Istočnom Sarajevu, a glavni i odgovorni urednik bio je Draženko Đukanović. List je tiskan na ćirilici, koristeći se ekavskim i ijekavskim izgovorom srpskoga jezika.

## Povijest
Nakon referenduma o neovisnosti Bosne i Hercegovine 1. ožujka 1992., u razdoblju barikada i raspada jugoslavenskih institucija po nacionalnoj osnovi, dolazi do blokade infrastrukture i prestanka rada svih institucija koje su djelovale pod upravom Jugoslavije. Pojedini novinari srpske narodnosti tako napuštaju Oslobođenje . Iako je ono nastavilo djelovati u višenarodnom kolegiju novinara, srpska inačica toga lista postala je prostor velikosrpske ideologije podjele Bosne i Hercegovine. Pridjev „ratno Oslobođenje” list je dobio jer je u kasnijim izdanjima dodavana zastavica „ratno” na izvorni logotip Oslobođenja.
Jedan od razloga zašto ranija izdanja istočnosarajevskoga Oslobođenja nisu označena „ratnima” je odluka samoproglašene Vlade Republika Srpska o neproglašavanju ratnoga stanje u Republici Srpskoj sve do pred kraj rata u Bosni i Hercegovini.
Značenje istočnosarajevskog Oslobođenja u entitetu opada nakon 1996. godine. Nakon potpisivanja Daytonskoga sporazuma pojedini su dijelovi samoprozvane Republike, kao i dijelovi i općine tadašnjega Istočnoga Sarajeva pridruženi Federaciji Bosne i Hercegovine, a cjeloe područje entiteta Republike Srpske, kao i Srbije.
Upravno središte entiteta se u poslijeratnom razdoblju postupno preseljava iz Istočnoga Sarajeva u Banja Luku. Istočnosarajevsko Oslobođenje postaje tjednikom i izlazi sve do 10. rujna 2003., kada iz tiska izlazi posljednji broj. Samo desetak dana kasnije, u rujnu 2003. godine, tjednik Oslobođenje preimenovan je u Novo Oslobođenje s nakanom dnevnoga izlaženja. No, ubrzo je ugašen. 

## Vanjske poveznice
- Povijest medija Republike Srpske